# Constantí IX Monòmac
Constantí IX Monòmac (en grec: Κωνσταντίνος Θ΄ Μονομάχος) fou emperador romà d'Orient del 1042 al 1054 pel seu matrimoni amb l'emperadriu Zoè Porfirogènita. El període del seu regnat es va caracteritzar per nombrosos conflictes bèl·lics que van debilitar l'imperi.

## Orígens
Era fill de Teodosi Monòmac, un important buròcrata que va treballar per als emperadors Basili II i Constantí VIII. El seu pare va ser sospitós de conspiració, cosa que va afectar la carrera de Constantí, però la seva consideració va millorar quan es va casar amb Helena Esclerena, neboda de l'emperador Romà III. Uns anys després com que havia captat l'atenció de l'emperadriu Zoè, el seu marit, Miquel IV, el va exiliar a Mitilene. Quan Miquel IV va morir, va sol·licitar un lloc de jutge a Grècia, cosa que se li va concedir.

## Ascens al tron
El 1042 governaven l'imperi les germanes Zoè (vídua de Romà III i després de Miquel IV el Paflagoni), i Teodora, que van ser col·locades al tron després de la revolta que va enderrocar a Miquel V Calafat (fill adoptiu de Zoè). Zoè tenia mala relació amb la seva germana Teodora i, per tal de no estar juntes va pensar a buscar un marit en qui delegar els assumptes d'Estat. Va fer cridar Constantí del seu exili i li va proposar matrimoni, cosa que va acceptar. La cerimònia es va celebrar l'11 de juny del 1042, sense la participació del patriarca Aleix I de Constantinoble, que s'hi oposava, perquè segons les normes de la religió ortodoxa una persona no es pot casar més de dues vegades i per l'emperadriu Zoè aquell era el seu tercer matrimoni.
En ser coronat emperador les dues germanes, Zoè i Teodora, de més de 60 anys, es van retirar i li van deixar fer la seva voluntat, fins i tot li van permetre que portés al palau la seva amistançada de feia anys, Maria Esclerena.

## El govern
Constantí va donar el títol d'augusta (sebasté) a la seva amistançada Maria Esclerena, la qual ocupava el tercer rang en el protocol, després de les germanes Zoè i Teodora. Però això va escandalitzar els súbdits, entre els quals corria el rumor que volia matar les emperadrius, i el 1044 hi va haver una revolta ciutadana, per la qual gairebé van arribar a atacar Constantí mentre participava en una processó religiosa. La multitud només es va calmar quan Zoè i Teodora van sortir al balcó del palau per assegurar al poble que no hi havia cap perill.
El general Jordi Maniaces, que era governador d'Itàlia i famós per les seves victòries sobre els àrabs, va ser rellevat del seu càrrec i es va revoltar. Sembla que el motiu de la destitució havia estat una disputa entre Maniaces i el germà de Maria Esclerena. Maniaces va creuar l'Adriàtic i va desembarcar a l'Epir, on se li van unir cossos auxiliars búlgars amb els quals ja havia contactat; junts van marxar a Constantinoble, però pel camí un assassí a sou de l'emperador (assassí que mai no fou agafat) va matar el rebel.
El 1043 vaixells russos van aparèixer al Bòsfor i una força terrestre va arribar fins a Varna, però la flota fou dispersada després d'una sagnant batalla i l'exèrcit de terra fou derrotat a Catacalo. Arribada la pau, va casar la seva filla amb el príncep Vsèvolod de Kíev.
El 1047 va fer una expedició contra els àrabs, i mentre els combatia, va rebre notícies d'una revolta dirigida per Tornici (Tornicius) un parent de l'emperador, que s'havia proclamat emperador i estava assetjant Constantinoble. Constantí va retornar i va derrotar les forces revoltades en una decisiva batalla a la vora de la capital; Tornici, capturat, fou cegat i confinat en un monestir.
El 1054 va annexar Aní, cosa que quedava justificada en un tractat fet anteriorment entre Basili II i Joan Simbaci, però aquesta expansió només va exposar l'imperi a nous enemics. També va fer la guerra a un sobirà que les fonts anomenen Cacicus, rei a Ibèria o Armènia, que probablement era Gaguik Abàs de Kars (vegeu Regne de Kars). Volia que els armenis cristians adoptessin el ritu ortodox.
Tràcia i Macedònia van patir atacs dels petxenegs, que eren un poble molt guerrer, però un cos de mercenaris normands i varegs els va obligar a fer la pau el 1053. Mentrestant, els normands van progressar a Itàlia on els dominis grecs van caure a les seves mans.
El 1054 va començar el cisma que va separar les esglésies llatina i grega, amb l'excomunió de Miquel Cerulari pel papa i això va trencar els plans que Constantí tenia d'aliar-se amb el papa contra els normands, que s'havien fet forts des de la destitució de Maniaces.

## Arquitectura i literatura
Immediatament després de ser coronat el 1042, Constantí IX va posar en marxa un pla de restauració de la basílica del Sant Sepulcre a Jerusalem, que havia quedat molt malmesa per l'atac del califa Al-Hàkim l'any 1009 i pel terratrèmol de l'any 1033. A través d'un tractat entre el fill d'Al-Hàkim, Adh-Dhàhir i l'emperador romà d'Orient Romà III, pensat per a ocasions com aquesta, a Constantí IX se li va permetre fer la reconstrucció de l'església i d'altres establiments cristians en Terra Santa. Les obres es van portar a terme durat el regnat del califa Al-Mustànsir. Aquesta informació, però, procedeix d'un cronista de la Primera Croada anomenat Guillem de Tir, referència que no coincideix amb la de l'historiador romà d'Orient, Joan Escilitzes, el qual atribueix la reconstrucció a Miquel IV.
Constantí, a més, es va preocupar per la cultura, a la seva cort hi havia un cercle de literats entre els quals hi havia el filòsof i historiador Miquel Psel·los, i es van ampliar els estudis superiors.

## Mort
Constantí va morir per una malaltia l'11 de gener del 1055. Poc abans havia designat successor Nicèfor Brienni Protèon, governador de Bulgària, però Teodora, de setanta anys, es va anticipar i es va fer proclamar sobirana única.